# Giuliano Gozi
Giuliano Gozi (Città di San Marino, 7 agosto 1894 – Città di San Marino, 18 gennaio 1955) è stato un politico e militare sammarinese, principale esponente del Partito Fascista Sammarinese e del Fascio Repubblicano di San Marino.

## Biografia
Studente di giurisprudenza all'Università di Bologna nel 1914-1915, si arruolò volontariamente, benché sammarinese, con le truppe italiane nella Grande Guerra.
Rifiutato dal 27º Reggimento fanteria di Forlì a Bologna, fu arruolato nel 35º Reggimento fanteria e inviato alla Scuola militare di Modena. Nel novembre 1915, nominato sottotenente degli Alpini, fu mandato subito al fronte col 3º Reggimento, combattendo nella Valle del Boite e sulle Tofane (Cima Lagazuoi, Forcella di Fontananegra, Castelletto, Cima Falzarego), dove ottenne una medaglia di bronzo al valor militare.
Promosso tenente nel 1916 e inviato all'istruzione reclute e poi al servizio di sicurezza per reprimere i moti contro la guerra a Torino, dopo Caporetto, nel novembre 1917, tornò al fronte col Battaglione Monte Pasubio del 6º Alpini, partecipando alla resistenza contro gli austro-tedeschi sul Monte Grappa e in Valdastico. Lasciò il Regio Esercito il 4 settembre 1918. Il Consiglio Grande e Generale, nella sua seduta del 30 aprile 1918, lo nominò Segretario di Stato per gli Affari Esteri. Rifiutò di ricevere il premio in denaro per i combattenti volontari, ma ricevette la medaglia d'argento della Croce Rossa Italiana, la medaglia d'argento della Repubblica di San Marino e la medaglia interalleata.

Una postazione italiana sulla Tofana de Inze nelle Tofane nel settembre 1917, luogo dove combatté Giuliano Gozi

Il 10 agosto 1922 partecipò alla fondazione del Partito Fascista Sammarinese, di cui fu uno dei principali esponenti fino allo scioglimento nel 1943. Tale partito si propose come rappresentante del limitato ceto medio, costituito da poche famiglie di proprietari terrieri. Il 1º ottobre venne eletta una reggenza filofascista grazie all'appoggio della maggioranza dei partiti al governo. Le elezioni politiche del 1923 videro andare al potere il PFS con un programma simile a quello del Partito Nazionale Fascista italiano, con gli identici caratteri antidemocratici. Il partito si caratterizzò per numerosi episodi di violenza nei confronti degli esponenti dell'opposizione di sinistra. Sfruttando la scarsa compattezza degli altri partiti, nello stesso anno venne sciolto il Consiglio Grande e Generale, trasformandolo in Consiglio Principe e Sovrano. Nel 1926 furono indette nuove elezioni, alle quali si presentò un'unica lista di candidati fascisti con una piccola rappresentanza di cattolici, e vennero sciolti gli altri partiti. Si instaurò così il regime, che trasformò lo Stato sul modello di quello italiano. La mancanza di coesione interna al PFS lo costrinse ad una continua ricerca dell'appoggio del Partito Nazionale Fascista italiano. Il PNF ebbe così una sempre più profonda influenza nella politica di San Marino, che vide ridursi la propria autonomia. 
Nel 1939 firmò con il re d'Italia Vittorio Emanuele III la Convenzione di amicizia e di buon vicinato tuttora in vigore tra i due Stati.
Fu Segretario di Stato agli Affari Esteri fino al 1943 e Segretario di Stato degli Interni ad interim; inoltre fu per ben cinque volte Capitano reggente (la prima nel 1923, l'ultima nel 1942).
Il 17 settembre 1942 emanò, quattro anni dopo l'emanazione delle leggi razziali fasciste italiane (1938), la legge razziale n. 33 contro gli ebrei presenti nella Repubblica (valutati in circa 1.000 profughi su 100.000 rifugiati presenti nella Repubblica). Gozi scrisse al Console italiano nella Repubblica:
Con la fondazione del Fascio Repubblicano di San Marino da parte del Direttorio, fu chiesto a Giuliano Gozi se volesse ricoprire l'incarico di Segretario. Accettò il 23 marzo 1944, con lettera alla Reggenza, e fece affiggere un manifesto pubblico per la nuova iniziativa nel settembre del 1944. Nel 1945 venne processato per la sua appartenenza al fascismo repubblicano. Questo lo consegnò all'oblio, fino alla morte dieci anni dopo.
Nel 1946 un decreto dei Capitani Reggenti gli revocò il titolo di conte, pervenutogli in via patrilineare, e la medaglia al merito di prima classe; nello stesso provvedimento si abrogava, fra l'altro, la legge razziale.
Nel gennaio 2014 l'Associazione Sandro Pertini San Marino si è opposta all'Istanza d'arengo per richiedere l'intitolazione di via Il Contradino a Città di San Marino a Giuliano Gozi, che poi è stata bocciata dal Consiglio Grande e Generale con 26 voti contrari, 21 favorevoli e due astenuti.
In occasione dei sessant'anni della scomparsa, nel 2015 è stato ricordato da un servizio del TG di San Marino RTV. Il servizio ha provocato forti critiche del partito Sinistra Unita.
Nel novembre 2015 la pronipote Paola Barbara Gozi ha presentato il suo libro biografico Giuliano Gozi. Un Uomo una Patria ai Capitani Reggenti Lorella Stefanelli e Nicola Renzi.